# ناحیه همدان
ناحیهٔ همدان (به عربی: همدان) یک ناحیه در یمن است که در استان صنعا واقع شده‌است. ناحیهٔ همدان ۸۵٬۳۷۰ نفر جمعیت دارد.